# Oxidativ fosforylering
Oxidativ fosforylering är en biokemisk process som förekommer i de allra flesta celltyper. Den överför energi till en form som är användbar för många processer i cellen. Med andra ord skapar den det bränsle som cellen använder i nästan alla sammanhang där det som ska göras kräver ett energitillskott. Med andra ord producerar oxidativ fosforylering ett bränsle som heter adenosintrifosfat (ATP). Oxidativ fosforylering är det sista steget i cellandningen. I eukaryota celler utförs den oxidativa fosforyleringen på mitokondriens inre membran. 
I det tidigare steget flyttar elektrontransportkedjan protoner över det inre membranet i mitokondrien, så att en koncentrationsskillnad uppstår. Detta är ett sätt att lagra energi. Koncentrationsskillnader utgör nästan alltid en energiresurs. I det här fallet uppstår också en elektrisk potential av samma typ som i ett batteri. 
Ett stort proteinkomplex, ATP-syntas, som ligger inbäddat i mitokondriens inre membran, släpper protoner genom membranet och utnyttjar den energi som protonen då förlorar, till att sätta samman en ADP och en fosfatjon till en ATP. 
Reaktionen kan också uttryckas:
ADP3- + H+ + Pi2- ↔ ATP4- + H2O
De protoner som av elektrontransporten flyttats över med hjälp av en NADH-molekyl räcker till tillverkning av 2,5 - 3 ATP och en FADH2 ger 1,5 - 2 ATP. Teoretiskt skulle NADH och FADH2 kunna ge mer energi om all kemisk energi kunde användas till ATP-produktion. En källa till energiförlust är att protoner läcker genom mitokondriemembranet. 